# Delayo de Cera
Delayo de Cera es el nombre de una variedad cultivar de manzano (Malus domestica). Esta manzana está cultivada en diversos viveros entre ellos algunos dedicados a conservación de árboles frutales en peligro de desaparición. Esta manzana es originaria de la comunidad autónoma de Andalucía concretamente de la provincia de Córdoba, donde tuvo su mejor época de cultivo comercial antes de la década de 1960, a partir de la cual fue desplazada en cultivos y en consumo por variedades de manzanas selectas foráneas; actualmente en menor medida aún se encuentra.

## Sinónimos
- "Manzana Delayo de Cera".[5][7]

## Historia
'Delayo de Cera' es una variedad de manzana de la comunidad autónoma de Andalucía ( Puente Genil, provincia de Córdoba), cuyo cultivo conoció cierta expansión en el pasado, siendo una de las variedades de las consideradas difundidas, clasificándose en esta manera, pues en las distintas prospecciones llevadas a cabo por las provincias españolas, se registraron repetidamente y en emplazamientos diversos, a veces distantes, sin constituir nunca núcleos importantes de producción. Eran variedades antiguas, españolas y extranjeras, difundidas en el pasado por los viveros comerciales y cuyo cultivo se ha reducido a huertos familiares y jardines privados.
Actualmente (2020) su cultivo está en declive, se puede encontrar en algún vivero y en jardines particulares.

## Características
El manzano de la variedad 'Delayo de Cera' tiene un vigor medio; florece a finales de abril; tubo del cáliz pequeño, triangular, en otros se comunica con el eje del corazón en amplia cavidad, estambres insertos por la mitad.
La variedad de manzana 'Delayo de Cera' tiene un fruto de tamaño medio o pequeño; forma cónico-truncada o semi-ovada, suavemente acostillada y rebajada de un lado, presenta contorno irregular; piel fuerte, semi-brillante; con color de fondo blanco-amarillo-verdoso., sobre color ausente, exenta de chapa, acusa punteado pequeño, casi imperceptible pero denso, ruginoso y gris o verdoso en la zona del ojo, y una sensibilidad al "russeting" (pardea miento áspero superficial que presentan algunas variedades) débil; pedúnculo de longitud variada, aunque lo más frecuente es largo, de grosor medio y ensanchado en sus dos extremos, más notable en el superior, corrientemente presenta una giba carnosa lateral aproximadamente por su mitad, anchura de la cavidad peduncular medianamente amplia, profundidad de la cavidad peduncular de poca  profundidad, con suave chapa ruginosa en el fondo o desbordándose por encima de la cavidad, borde ondulado con más o menos irregularidad, y con importancia del "russeting" en cavidad peduncular fuerte; anchura de la cav. calicina estrecha, profundidad de la cav. calicina poco profunda, levemente superficial, fruncida, en los bordes marca unas convexidades que se definen a lo largo del fruto en débil acostillado, y con importancia del "russeting" en cavidad calicina débil; ojo semi-pequeño, cerrado o entreabierto; sépalos cortos, de forma triangular, compactos en su base, erectos y de puntas vueltas; con frecuencia a su alrededor se percibe un suave relieve por el arrugado del fondo.
Carne de color blanco verdosa con fibras verdosas; textura crujiente; sabor característico de la variedad, acidulado; corazón bulbiforme, con frecuencia sólo enmarcado por un lado; eje cerrado; celdas alargadas y angulosas; semillas pequeñas y de variada forma.
La manzana 'Delayo de Cera' tiene una época de maduración y recolección temprana, se recoge entre julio y agosto. Después de cosechada hay que dejar transcurrir varias semanas para que desarrolle todas sus cualidades de aroma y sabor. Tiene la ventaja de conservarse muchos meses después de recogida sin necesidad de cámara, ni ceras, ni conservantes. Se usa como manzana de mesa fresca, y en la cocina.